# Cervus nippon
I cervi sika, più correttamente cervi shika o cervi del Giappone (Cervus nippon, Temminck, 1838), sono cervi di grandezza media, massicci, con il capo sottile e il mantello maculato, coda di media lunghezza e palchi a struttura semplice con 8 o 10 punte.
Si tratta di una specie nativa dell'Asia orientale e sud orientale, da cui fu introdotta poi in molte altre parti del mondo. È considerata a rischio di estinzione in molte aree, tranne che in Giappone, dove invece la popolazione è sovrabbondante.
Il nome sika deriva dalla parola giapponese shika (鹿?) che significa "cervo". Nella lingua giapponese il suono "si" è inesistente (essendo il suono giapponese "si (shi)" il corrispettivo di quello italiano "sci"). In Giappone la specie è però conosciuta come nihonjika (ニホンジカ（日本鹿）, nome dato dall'unione di "nihon" (Giappone, 日本) e "shika" (Cervo, 鹿) che diviene però "jika") o ancora nipponjika (ニッポンジカ（日本鹿）, "nippon" (altro modo per dire "Giappone") + "jika") da cui si intuisce l'origine del nome scientifico "Cervus nippon" (appunto "Cervo giapponese").

## Sottospecie
La classificazione di alcune sottospecie non è chiara perché ci sono state alcune manipolazioni genetiche, soprattutto in Giappone. 

Il C. n. hortulorum è particolarmente controverso e non riportato nella lista sottostante.
- Cervus nippon aplodontus, Honshū settentrionale
- Cervus nippon grassianus, Shanxi, Cina
- Cervus nippon keramae, Isole Ryukyu
- Cervus nippon kopschi, Cina meridionale
- Cervus nippon mandarinus, Cina del nord e nord-est
- Cervus nippon mantchuricus, Cina settentrionale, Korea, e Russia estremo-orientale
- Cervus nippon nippon, Honshū meridionale, Shikoku, e Kyūshū
- Cervus nippon pseudaxis, Vietnam del nord
- Cervus nippon pulchellus, Isola di Tsushima
- Cervus nippon sichuanicus: Cina occidentale
- Cervus nippon taioanus: Taiwan
- Cervus nippon yesoensis: Hokkaidō

## Popolazioni
Il sika del Giappone (Cervus nippon nippon) è la sottospecie tipo, allevata da secoli in Giappone, in templi, parchi e fattorie allo stato semi-domestico. Di conseguenza la sua acclimatazione in varie parti del mondo, tra cui i boschi e parchi europei (Inghilterra, Scozia, Francia, Germania, Danimarca) e perfino il Madagascar, è stata facile.
Il sika della Manciuria (Cervus nippon mantchuricus) è stato introdotto nel 1875 in Nuova Zelanda e successivamente in Australia. Inoltre nel 1950 i sovietici l'hanno introdotto nell'Azerbaigian. Il sika si è sempre perfettamente adattato ai nuovi ambienti. Il sika è infatti un cervo molto resistente: si adatta ai climi sfavorevoli e d'inverno non risente della scarsità di alimentazione. L'habitat naturale sono i boschi ricchi di radure, ma la specie si è adeguata anche alle grandi coltivazioni e alle piantagioni. Il bramito che emette al periodo degli amori (novembre-dicembre) è un alto grido spesso dai toni acutissimi. La gestazione dura sette mesi e mezzo, e un solo cerbiatto (raramente due) nasce tra la fine di giugno e i primi di agosto.
Il sika di Formosa (Cervus nippon taioanus) è stato descritto come la specie più bella di tutta la famiglia Cervidi. Alto circa 90 cm al garrese, è più piccolo del sika della Manciuria, ma più grande di quello giapponese. Il mantello estivo è castano chiaro con evidenti macchie bianche, più scuro sotto il collo e sulla striscia dorsale fortemente marcata. Il mantello invernale è più folto e scuro, con macchie meno evidenti. Le corna misurano al massimo 50 cm. Il sika di Formosa abitava tutte le montagne al centro di Taiwan, anche fra le nevi perenni, e sembra vi fosse piuttosto comune. Durante il dominio giapponese fino alla fine della guerra era severamente protetto, ma dopo la guerra è stato cacciato dai cinesi in pochi anni fin quasi all'estinzione (sembra che non abbia neppure protezione nominale), mentre le foreste indispensabili alla sua sopravvivenza venivano distrutte. Nonostante ciò, ve ne sono ancora piccole mandrie sui monti della regione di Taitung (da cui purtroppo gli aborigeni riforniscono anche i ristoranti), oltre a 100-200 sull'isola Verde o Lu-tao a 30 km ad est di Taitung, e una cinquantina allo zoo di Taipei.
Il sika delle Isole Ryukyu (Cervus nippon keramae) somiglia molto al sika del Giappone: è solo un po' più piccolo, con testa pure più piccola e corna con più appendici verrucose. Sembra infatti che sia stato introdotto sulle isole dal Giappone molti anni fa (vi è registrato presente dal 1757) e che il lungo isolamento abbia dato luogo alla differenziazione di una forma insulare. La popolazione è in declino (scesa da circa 160 a circa 30 dal 1954 al 1965) perché le isole sono molto piccole (pochissimi km²), il foraggio è poco e di cattiva qualità (probabilmente per la presenza di capre), e l'acqua talvolta scarseggia. La razza è stata dichiarata monumento nazionale nel 1955, e da allora è severamente protetta.
Il sika del nord della Cina (Cervus nippon mandarinus) ha macchie più grandi, ma meno numerose, e permanenti durante l'anno. Il colore del mantello è chiaro, la pancia è del colore del mantello e non bianca, le corna sono più divaricate. Anticamente era probabilmente diffuso in tutta la Cina nord-orientale. Nel 1937 esisteva solo nella riserva di caccia imperiale di Tung Ling. Fino alla deposizione della dinastia Manciù (1911-12) questa razza di sika era severamente protetta, ma in seguito i soldati ne uccisero la maggior parte, e i rimanenti non furono protetti. Oggi probabilmente esiste solo in piccoli numeri in fattorie dello Shan-si.
Il sika dello Shanxi (Cervus nippon grassianus) è uno dei più grandi (105–110 cm al garrese, peso 100 kg), e le sue macchie sono quasi invisibili. Il colore è bruno grigiastro scuro, tendente al marrone sul retro e sulle zampe. Era diffuso in tutta la zona montuosa dello Shanxi occidentale. Secondo Sowerby, l'ultimo vi fu ucciso nel 1920. Sembra esista ancora in alcuni zoo cinesi, ma la notizia non è confermata.
Il sika del sud della Cina (Cervus nippon kopschi) è piccolo (85 cm al garrese), solo poco più grande di quello giapponese. Il dorso è marrone con una lunga striscia vertebrale scura fiancheggiata da macchie bianche indistinte, la pancia è bianca. Era distribuito dal bacino dello Yangtze a oriente fino alla costa, e a sud fino al Kwantung. Secondo Sowerby, già nel 1937 questo sika era quasi estinto: non godeva di nessuna protezione ed era cacciato intensamente. Oggi è severamente protetto, ma è probabilmente estinto. Il sika in effetti era uno degli animali più intensamente cacciati in Cina: le sue corna, essiccate, frantumate e bollite erano ritenute uno dei più potenti afrodisiaci.